# Lasse Lindtner
Lars Johan Lindtner, känd som Lasse Lindtner, född 7 mars 1955, är en norsk skådespelare. 
Lindtner är knuten till Nationaltheatret och har tidigare arbetat på Trøndelag Teater. Han var också en välkänd skådespelare på TV-teatern.
Lindtner har även haft roller i film och TV.
Han är son till Lothar Lindtner och gift med Anne Marie Ottersen.